# Dictyothyriella bauhiniae
Dictyothyriella bauhiniae är en svampart som först beskrevs av Rehm, och fick sitt nu gällande namn av Rehm 1925. Dictyothyriella bauhiniae ingår i släktet Dictyothyriella,  och familjen Micropeltidaceae.   Inga underarter finns listade.